# Ordine al merito bavarese
L'Ordine al merito bavarese (in tedesco Bayerischer Verdienstorden), è un ordine cavalleresco del Libero Stato di Baviera, all'interno della Repubblica Tedesca.

## Storia
L'Ordine al merito bavarese viene concesso dal Primo Ministro di Baviera "in riconoscimento di contributi particolari apportati al Libero Stato di Baviera con servizi all'estero".

## Insegne
- La medaglia dell'Ordine consiste in una croce maltese smaltata di bianco e bordata d'azzurro avente al proprio interno un medaglione circolare bordato d'oro che riporta sul diritto, a sfondo nero, un leone rampante dorato, mentre sul retro si trova a tutto campo la bandiera scaccata d'azzurro e di bianco della Baviera.
- Il nastro dell'Ordine è azzurro in centro bordato di blu, avente su ciascun lato una striscia bianca e una azzurra.

## Insigniti notabili
- Heinrich von Brentano di Tremezzo
- Benedetto XVI
- Hanna Schygulla
- Johannes Friedrich
- Ludwig Schick
- Jutta Speidel
- Ottone d'Asburgo-Lorena
- Werner Karl Heisenberg
- Henry Kissinger
- Rosel Zech

## Fonti
- Gesetzliche Grundlage für den Bayerischen Verdienstorden[collegamento interrotto] (PDF-Datei; 13 kB)
- Seite der Bayerischen Staatskanzlei zum Verdienstorden, su bayern.de. URL consultato il 23 giugno 2010 (archiviato dall'url originale il 3 settembre 2014).
- Datenbank